# دروازه دهچه
دروازه دهچه مربوط به دوره افشار است و در شهرستان کلات، ورودی غربی به دژ کلات واقع شده و این اثر در تاریخ ۲۳ فروردین ۱۳۴۶ با شمارهٔ ثبت ۶۶۶ به‌عنوان یکی از آثار ملی ایران به ثبت رسیده است.